# Hesperocolletes douglasi
Hesperocolletes douglasi (лат.) — вид пчёл, единственный в составе рода Hesperocolletes из семейства Colletidae.

## Распространение
Западная Австралия: остров Роттнест (голотип, 1938 год), юго-западная флористическая область Западной Австралии в государственном лесу реки Гнангара-Мур (Gnangara-Moore River State Forest), к северу от Перта (второй экземпляр, самка, 2015) и около Pinjar (2019).

## Описание
Мелкие пчёлы (длина тела около 12 мм) буровато-чёрного цвета, блестящие. Переднее крыло с тремя субмаргинальными ячейками. Нижняя часть лица желто-коричневая. Лабрум более чем вдвое шире своей длины и не сильно выпуклый. Вокруг и особенно позади каждого сложного глаза отчетливый киль (острый край).
коготки лапок с расширенными и уплощёнными внутренними зубцами. К сожалению, записи об обстоятельствах поимки (например, о посещенных цветах) почти полвека отсутствовали.
Второй экземпляр (самку) нашли только в 2015 году в изолированном лесном массиве в юго-западной флористической области Западной Австралии … в государственном лесу реки Гнангара-Мур (Gnangara-Moore River State Forest), к северу от Перта. Остров Rottnest Island включает уникальную флору и фауну, например Melaleuca lanceolata и Callistris preissii, которые были почти уничтожены в результате человеческой деятельности. Уменьшение количества высоких или закрытых лесных сообществ, вызванное частыми пожарами, вероятно, привело к исчезновению и этой «местной пчелы».
Hesperocolletes douglasi официально признана ‘предположительно вымерший’ по закону Western Australian Wildlife Conservation Act. Тем не менее, есть вероятность, что этот вид может выжить где-нибудь в других районах Западной Австралии.

## Классификация и этимология
Единственный вид рода Hesperocolletes. Оба таксона были описаны в 1965 году американским энтомологом Чарлзом Миченером по единственному самцу, пойманному в 1938 году на острове Роттнест. Второй экземпляр (самку) нашли только в 2015 году. Видовое название дано в честь коллектора голотипа A. M. Douglas.
Включены в трибу Paracolletini (или подсемейство Paracolletinae) из подсемейства Colletinae в составе семейства Colletidae.